# Метод Вольцингера
Метод моделирования ветровых течений в мелких акваториях, основанный на применении линеаризованных уравнений мелкой воды.

## Система уравнений
{\displaystyle {\frac {\partial \xi }{\partial t}}+{\frac {\partial (UH)}{\partial x}}+{\frac {\partial (VH)}{\partial y}}=0;}
{\displaystyle {\frac {\partial U}{\partial t}}=f\cdot V-{\frac {1}{\rho _{W}}}\cdot {\frac {\partial P_{a}}{\partial x}}-g{\frac {\partial \xi }{\partial x}}-{\frac {\tau _{Sx}-\tau _{Bx}}{\rho _{W}\cdot H}};}
{\displaystyle {\frac {\partial V}{\partial t}}=-f\cdot U-{\frac {1}{\rho _{W}}}\cdot {\frac {\partial P_{a}}{\partial y}}-g{\frac {\partial \xi }{\partial y}}-{\frac {\tau _{Sy}-\tau _{By}}{\rho _{W}\cdot H}},}
где
{\displaystyle U,V} — осреднённые по вертикали составляющие скорости течения по осям х и y;
{\displaystyle t} — время;
{\displaystyle \xi } — возвышение поверхности море над средним уровнем;
{\displaystyle f} — параметр Кориолиса,
{\displaystyle f=2\omega \sin \varphi };
{\displaystyle \omega } — угловая скорость вращения Земли;
{\displaystyle \varphi } — широта места;
{\displaystyle P_{a}} — приземное атмосферное давление;
{\displaystyle H} — полная глубина
{\displaystyle H=\xi +R};
{\displaystyle R} — глубина моря в невозмущённом состоянии;
{\displaystyle \tau _{Sx},\tau _{Sy}} — составляющие касательного ветрового напряжения на поверхности моря;
{\displaystyle \tau _{Bx},\tau _{By}} — составляющие придонного трения;
{\displaystyle \rho _{W}} — плотность морской воды;
{\displaystyle g} — ускорение свободного падения.